# Rozet (onderscheidingsteken)
In ridderorden is een rozet op het lint of in het knoopsgat sinds het midden van de 19e eeuw de aanduiding van de rang van officier. Op de linten van medailles en kruisen komen rozetten zelden voor. Soms eindigt ook een grootlint in een rozet. Op 18e-eeuwse en vroeg-19e-eeuwse linten is een rozet op het lint niet meer dan een versiering of een manier om het kleinood of de medaille aan het lint te bevestigen. 
Een dergelijk rozet wordt gemaakt van het geplooide lint van de onderscheiding. Ook combinaties van meerdere linten komen voor.
Een kleine rozet, los, op een stukje zilver- of goudkleurig galon of op een lintje, is een veel voorkomende  knoopsgatversiering.

## Voorbeelden

De baton van een Officier in de Laotiaanse Orde van de Miljoen Olifanten en de Witte Parasol
De baton van een Grootofficier in de Laotiaanse Orde van de Miljoen Olifanten en de Witte Parasol
De baton van een Grootkruis in de Laotiaanse Orde van de Miljoen Olifanten en de Witte Parasol
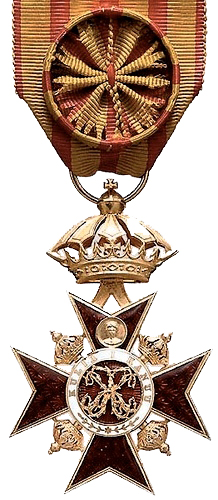
Officierskruis van de Orde van Kapiolani
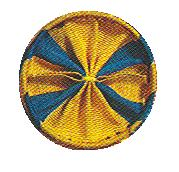
Rozet van een Officier in de Militaire Willems-Orde
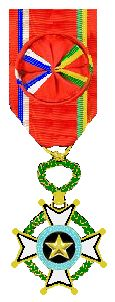
Orde van Verdienste van Centraal-Afrika
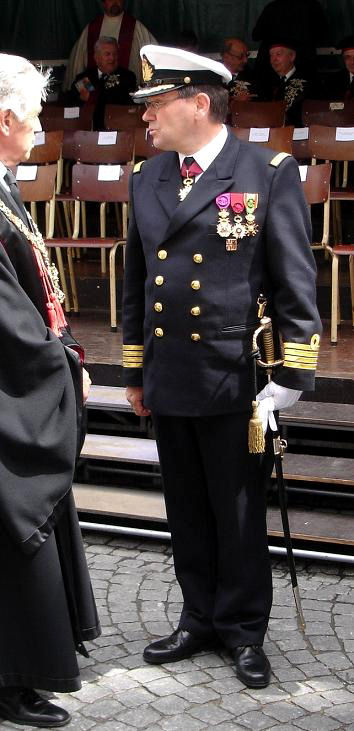
Officier van de Belgische Marine met drie officierskruisen